# Faust-Symphonie
 (février 2024).
Si vous disposez d'ouvrages ou d'articles de référence ou si vous connaissez des sites web de qualité traitant du thème abordé ici, merci de compléter l'article en donnant les références utiles à sa vérifiabilité et en les liant à la section « Notes et références ».

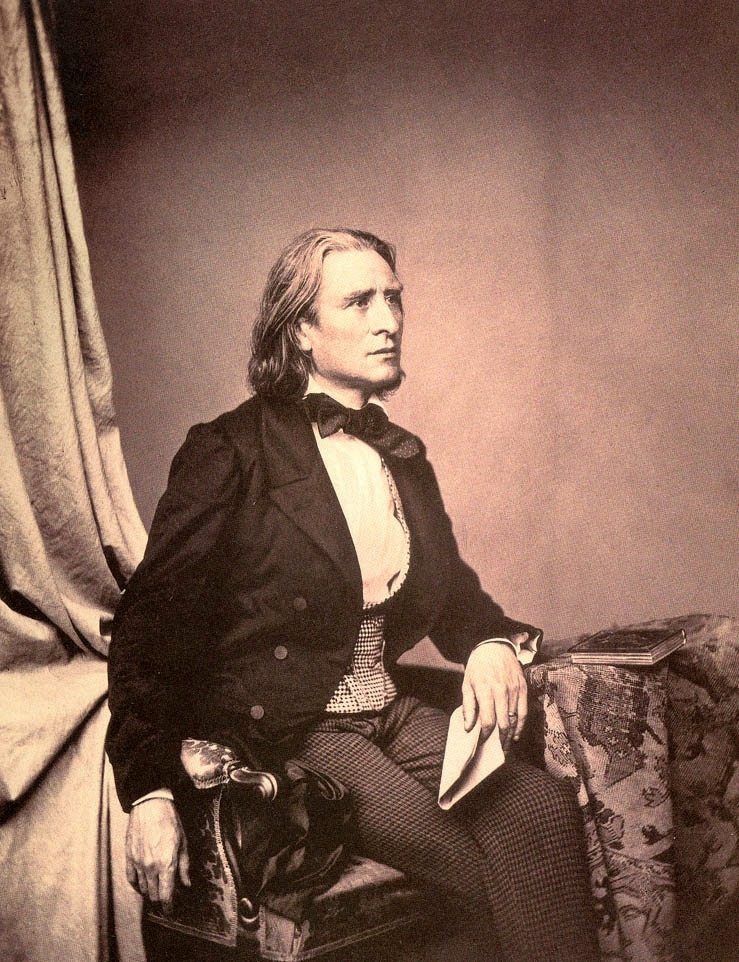
Le compositeur et pianiste Franz Liszt

La Faust-Symphonie (Eine Faust-Symphonie in drei Charakterbildern nach Johann Wolfgang von Goethe, soit Une symphonie Faust en trois études de caractère d’après Johann Wolfgang von Goethe), S. 108, est une symphonie chorale composée par le musicien hongrois Franz Liszt, inspirée de la tragédie Faust de Johann Wolfgang von Goethe.

## Genèse
La symphonie fut créée à Weimar le 5 février 1857, à l'occasion d'une inauguration du monument de Gœthe et de Schiller, mais la conception est bien plus ancienne : des fragments d'une Faust-Symphonie existent dès la décennie 1840-1850.
En 1852, Liszt dirigea la Faust-Ouvertüre de Wagner, composée en 1840, et montra comment la transformer en une symphonie à trois mouvements. Wagner s'attaquant à l'écriture du Ring, Liszt s'y plongea et, à Zurich, en 1853, joua devant Wagner des extraits de sa symphonie.
La Faust Symphonie fut principalement écrite à Weimar au cours de l'été 1854. Encouragé par l'honneur que lui fit Berlioz en lui dédicaçant La Damnation de Faust, Liszt, ardent défenseur de la musique contemporaine, termina la partition de la Faust-Symphonie en octobre 1854. Elle comptait trois cents pages.
La version originale n'utilisait que des vents, des cors et des cordes. Le travail fut ensuite révisé au cours des années qui suivirent, avec quelques modifications majeures et un Chorus Mysticus ajouté à la fin, dans lequel des extraits du Second Faust sont chantés par un chœur masculin et un ténor solo. 
En 1856, Liszt transcrivit la symphonie pour deux pianos, partition qu'il révisa en 1860. Son élève Carl Tausig est l'auteur d'une réduction pour piano seul.
En 1880, Liszt ajouta encore quelque dix mesures au second mouvement.

## Structure
Elle est composée de quatre mouvements :
1. Faust ;
2. Gretchen ;
3. Mephistopheles ;
4. Andante Mystico.

Par son thème et son traitement, cette œuvre grandiose — elle dure quelque 73 minutes — peut être considérée comme un poème symphonique avec chœurs. Comparable à la neuvième symphonie de Beethoven, elle montre la maîtrise de Liszt pour la composition orchestrale, puisqu'il s'agissait de sa première orchestration.

## Analyse par mouvement

### Faust
Ce très vaste mouvement — il dure généralement trente minutes — est une sorte de sonate très ample avec un court développement central et des reprises prolongées. Sa longueur s'explique par le fait qu'il représente une synthèse de l'ensemble de la symphonie, tant, en effet, les thèmes qui lui sont propres se retrouvent modifiés et transformés dans la suite de l'œuvre en vertu d'une technique que Liszt maîtrisait à la perfection. La tonalité de base de la symphonie (do majeur) se trouve perturbée dès l'abord par l'usage d'arpèges et de quintes augmentées.
Le tout premier thème évoque le caractère mélancolique de Faust en quête de vérité et de savoir. Il s'agit en réalité du tout premier thème dodécaphonique de l'histoire de la musique : il est bâti en effet sur quatre groupes de tierces descendantes (la b - sol, si, ré # - fa #, si b, ré - fa, la, do # - mi, sol # do). S'ensuit le motif, introduit par un hautbois, que d'aucuns qualifient de « Nostalgie », très proche par nature du thème de 'Tristan' de Wagner. À la fin d'un lent crescendo apparaît un violent Allegro agitato qui met en place un thème appassionato, décrivant l'appétit immodéré de Faust pour les plaisirs de la vie, et dont la piquante tonalité en do mineur menace de s'effondrer sous le poids d'éléments hautement chromatiques. Une mélodie interprétée par le hautbois et la clarinette représentant les délices douloureuses du héros. Le second thème est un traitement du thème de la "Nostalgie", cette fois-ci dans un élan romantique vite brisé. Un troisième thème, héroïque, apparaît en fin d'exposition, mais ne sera que brièvement traité. Une fausse réexposition en ut dièse mineur (tonique augmentée) donne lieu à un court développement sur le thème dodécaphonique, puis débouche sur la réexposition, cette fois résolument en ut mineur, avec une instrumentation renforcée. Le dernier thème est pentatonique et résolu.
De tous ces éléments, Liszt bâtit une structure musicale pleine de force et de grandeur, au sein de laquelle certains critiques crurent reconnaître son autoportrait.

### Gretchen
Dans ce mouvement, de quelque 20 minutes, Gretchen (Margot) est représentée par un délicat Andante en la bémol majeur. Commencé par un quatuor de flûtes et clarinettes, il se poursuit par un hautbois et un alto, jouant en solo puis en duo. L'orchestre reprend leur mélodie, qui symbolise la féminité, das Ewigweibliche. Après des ornements du hautbois, violons et clarinette dialoguent de plus en plus vivement sur le thème de Il m'aime … il ne m'aime pas … Un thème secondaire, dolce amoroso, introduit par les cordes, est suivi des thèmes du premier mouvement, adoucis pour rendre compte de la personnalité de Marguerite. Sur fond d'accords pincés de la harpe, les violons annoncent la reprise de la mélodie principale. Une variante du deuxième thème de Faust clôt le mouvement pour rappeler que ce dernier a trouvé son idéal féminin en Gretchen.

### Mephistopheles
Cette partie est un scherzo qui caricature les thèmes du premier mouvement, eux-mêmes repris dans le deuxième. Le tempo est lui aussi tourné en ridicule : de la métrique instable oscillant entre 4/4 et 3/4 dans le premier mouvement, on passe à un tempo rapide à 6/8 sous la forme d'une danse grotesque. Le début, Allegro vivace ironico, n'est pas sans rappeler La Nuit du sabbat de la Symphonie fantastique de Berlioz, peut-être en hommage à celui par qui Liszt connut l'ouvrage de Goethe. Le thème est déformé jusqu'au ridicule par un passage en fa dièse mineur et quelques transformations diaboliques. Son déclin précède un passage joué en pizzicati par les altos et les violoncelles, avant que les violons ne jouent un fugato parodiant le désir de Faust pour Marguerite. Le troisième thème "héroïque" du premier mouvement resurgit, mais sonne creux : les contours harmoniques ont été enlevés et seules des quintes à vide ceinturent le thème. Le triomphe du diable, alors suggéré par le développement des thèmes, est brisé par la mélodie de Marguerite, jouée par le hautbois, secondé par le cor, et suggérant un possible salut de Faust. Le scherzo diabolique reprend de plus belle et sa tonalité en ut majeur accentue la menace. La riposte semble parée par le retour de Marguerite, incarnée par un duo de cor et violoncelle. Après l'orchestre, les trombones puis les timbales annoncent le chœur d'hommes.

### Andante Mystico
Accompagné par les cordes et l'orgue, le chorus mysticus s'ouvre Andante mystico en ut majeur :
Alles Vergängliche ist nur ein Gleichnis;
Das Unzulängliche, hier wird's Ereignis;
Das Unbeschreibliche, hier ist es getan;
Das Ewig weibliche zieht uns hinan.
Plus d'un demi-siècle après, ces vers (« L'éphémère n'est rien qu'une image ; l'inaccessible ici, n'est plus hors d'atteinte ; l'indescriptible ici, est accompli ; l'éternel féminin nous élève vers les sommets. ») seront repris par Mahler pour terminer sa monumentale Huitième Symphonie. Après le sixième vers, la tonalité vire en la bémol majeur et le chant du ténor sur la mélodie de Marguerite est repris à l'unisson par le chœur. La tonalité revient alors en ut majeur. L'orchestration légère et l'harmonie chorale finales symbolisent le salut de Faust. L'instrumentation augmente petit à petit, les cordes graves amenant l'accord final sur le troisième thème "héroïque" du premier mouvement. La toute fin inclut même un orgue, symbole de la rédemption du héros.

## Discographie (sélection)
Version primitive :
- Alexandre Gaouk, Grand Orchestre symphonique d'URSS (Brilliant Classics / Past Classics, 1952)

Version avec ténor et chœur :
- Jascha Horenstein, Ferdinand Koch, chœur d'hommes et Orchestre de la radio d'Allemagne du Sud, Baden-Baden (Vox, 1957)
- Thomas Beecham, Alexander Young, Royal Philharmonic, Beecham Choral Society (EMI, 1958)
- Leonard Bernstein, Charles Bressler, Orchestre philharmonique de New York, The Choral Art Society (Sony, 1960)
- Jascha Horenstein, John Mitchinson, BBC Northern Orchestra, BBC Northern Men's Voices (BBC « Legends », 1972)
- Eliahu Inbal, Jianyi Zhang, Chœur et Orchestre symphonique de la radio de Berlin (Denon, 1974)
- Leonard Bernstein, Kenneth Riegl, Chœur du festival de Tanglewood, Orchestre symphonique de Boston (DG, 1976)
- Kurt Masur, Klaus König, Chœur d'hommes de la radio de Leipzig, Orchestre du Gewandhaus de Leipzig (EMI, 1981)
- Riccardo Muti, Gösta Winbergh, Westminster Choir College Male Chorus, Orchestre de Philadelphie (EMI, 1983)
- Georg Solti, Siegfried Jerusalem, Chœur et Orchestre symphonique de Chicago (Decca, 1986)
- Giuseppe Sinopoli, Vincent Cole, Staatsopernchor et Staatskapelle de Dresde (DG, 1995)
- Daniel Barenboim, Plácido Domingo, Chœur de l'opéra d'État de Berlin, Orchestre philharmonique de Berlin (Teldec, 1998)